# Skörbjugg
Skörbjugg är en bristsjukdom som uppstår till följd av för lågt intag av vitamin C, ett ämne som människokroppen behöver bland annat för att bygga bindväv, men som den inte kan tillverka själv. Trots att det ofta betraktas som ett glömt, historiskt problem är det ett tillstånd som fortfarande drabbar fattiga delar av världen. Även människor i västvärlden har drabbats på grund av dålig kosthållning.

## Historia
Sjukdomen var ett mycket allvarligt problem under européernas upptäcktsresor från 1400-talet, då tillgång till C-vitaminrik föda var begränsad. Förleden betyder 'surmjölk' och är identisk med skyr, medan efterleden lever kvar i ett isländsk ord för svulst; förr trodde man att sjukdomen orsakades av stort intag av surmjölk.
Femtio procent eller mer av sjömännen kunde dö av skörbjugg under en längre expedition. År 1601 visade kapten James Lancaster att citronsaft förebygger skörbjugg. Alla sjömän på Lancasters försöksskepp överlevde medan 40 procent av besättningen på de tre kontrollskeppen avled i skörbjugg. Detta försök ledde dock inte till några förändringar i flottans kosthållning.
Henrik Fleming, viceamiral i svenska flottan, behandlade 1628 ett utbrott av skörbjugg genom att tilldela sjömännen citroner.
Den skotske marinläkaren James Lind kunde 1747 visa att juice från citron botade skörbjugg. Kommendörkapten James Cook anammade den nya idén tidigt och förlorade mycket riktigt inte en enda man i skörbjugg under sin stora världsomsegling på 1770-talet. Dessa resultat ledde dock inte till några förändringar inom brittiska flottan i övrigt; det var först 1795 som citronjuice blev obligatoriskt på engelska flottans fartyg.

### Tidigare försök
Lind var inte den förste att söka bot för skörbjuggen i växtriket. När upptäcktsresanden Jacques Cartier år 1536 övervintrade i det nuvarande Québec, drabbades många av hans män av åkomman. De botades dock alla av en medicin som irokesindianerna beredde som ett avkok av gröna barr. Det tycks som att irokeserna var bekanta med sjukdomen. 
Den tyske läkaren J. F. Bachstrom skildrade 1734 i sin Observationes circa scorbutum en epidemi av skörbjugg som utbröt i den polska staden Toruń under en belägring år 1703. Han hävdade där att sjukdomen helt orsakades av brist på färska grönsaker.

## C-vitaminets betydelse
Vitamin C behövs för att proteinet kollagen, som finns i huden, ska bildas normalt. Vitamin C behövs som reducerande medel då molekylärt syre används för att hydroxylera prolin och lysin så att kollagenfibrerna skall kunna korslänkas till varandra. Allvarlig brist av vitamin C leder således till att mängden kollagen i bindväven minskar och blir av dålig kvalitet.

## Riskgrupper
Riskgrupper att utveckla skörbjugg är i första hand människor med otillräckligt intag av vitamin C, till följd av dålig kosthållning, ätstörningar, alkoholism, narkomani. Ämnesomsättningssjukdomar och malabsorption kan orsaka skörbjugg. Tillståndet förekommer också hos kroniskt sjuka personer, personer som är inlagda på sjukhus, människor med psykiska störningar, och äldre.

## Symptom
Det mest omtalade symptomet på skörbjugg är blödningar i tandkött; det senare utvecklas i svåra fall till kraftig tandköttsinflammation och tandlossning, som kan omöjliggöra tuggning. I svåra fall tillkommer också muskelförtvining, extrem trötthet och förstoppning. 
Innan det gått så långt kan dock huden uppvisa flera symptom. Hyperkeratos i hårsäckarna, små lokala blödningar vid hårsäckarna, och kroppshår som börjar bilda lockar eller böja sig, är några vanliga, tidiga tecken på C-vitaminbrist. Vid skörbjugg är det också lättare att få blåmärken.

## Hypotes om haptoglobin
En studie från 2007 lägger fram hypotesen att utvecklingen av skörbjugg även kan påverkas genom blodproteinet haptoglobin. Haptoglobin finns i olika genetiska typer, och hypotesen är att typen Hp1 leder till mindre risk att utveckla skörbjugg än typen Hp2. Detta skulle bero på att haptoglobin har som en av sina uppgifter att binda till och stabilisera C-vitamin i kroppen så att det inte oxideras i förtid och därmed förlorar sin effekt. Som stöd för denna hypotes nämns att befolkningen på avlägsna öar (Påskön, Madagaskar), som koloniserats via havet, har en högre genfrekvens Hp1 än förväntat.

## Människan i jämförelse med andra djur
Att människan alls behöver tillföras C-vitamin med kosten kan betraktas som en ärftlig defekt som drabbat hela arten. De flesta andra däggdjur kan själva producera sitt C-vitamin, men hos människan har genen för ett av de enzymer som sköter om denna produktion drabbats av en mutation.